# Castillo de Liubliana
El Castillo de Liubliana (en esloveno: Ljubljanski grad) es un castillo medieval sobre la llamada Colina del castillo, en Liubliana, Eslovenia.

## Historia
La colina en la cual se levanta el castillo está a 376m sobre el nivel del mar y tiene una ubicación geográfica excepcional en medio del valle del río Ljubljanica, donde diferentes pueblos se asentaron buscando refugio seguro a lo largo de la historia. Según las investigaciones arqueológicas el primer asentamiento conocido se estableció ya en el siglo XII a. C. y perteneció a la cultura de los Campos de Urnas. En el siglo I a. C. los romanos se establecieron en lo que fue la ciudad de Emona, sita en dicho valle, y tuvieron su fortaleza y un templo en la Colina del castillo. En la Alta Edad Media fue construido el primer castillo, una pequeña fortaleza de madera. Liubliana adquirió los derechos de ciudad cuando ya era la sede de los soberanos provinciales, en aquel entonces de la dinastía Spanheim proveniente de Carintia. Durante su soberanía se construyó una nueva fortaleza, denominada por sus propietarios Castillo de Spanheim.

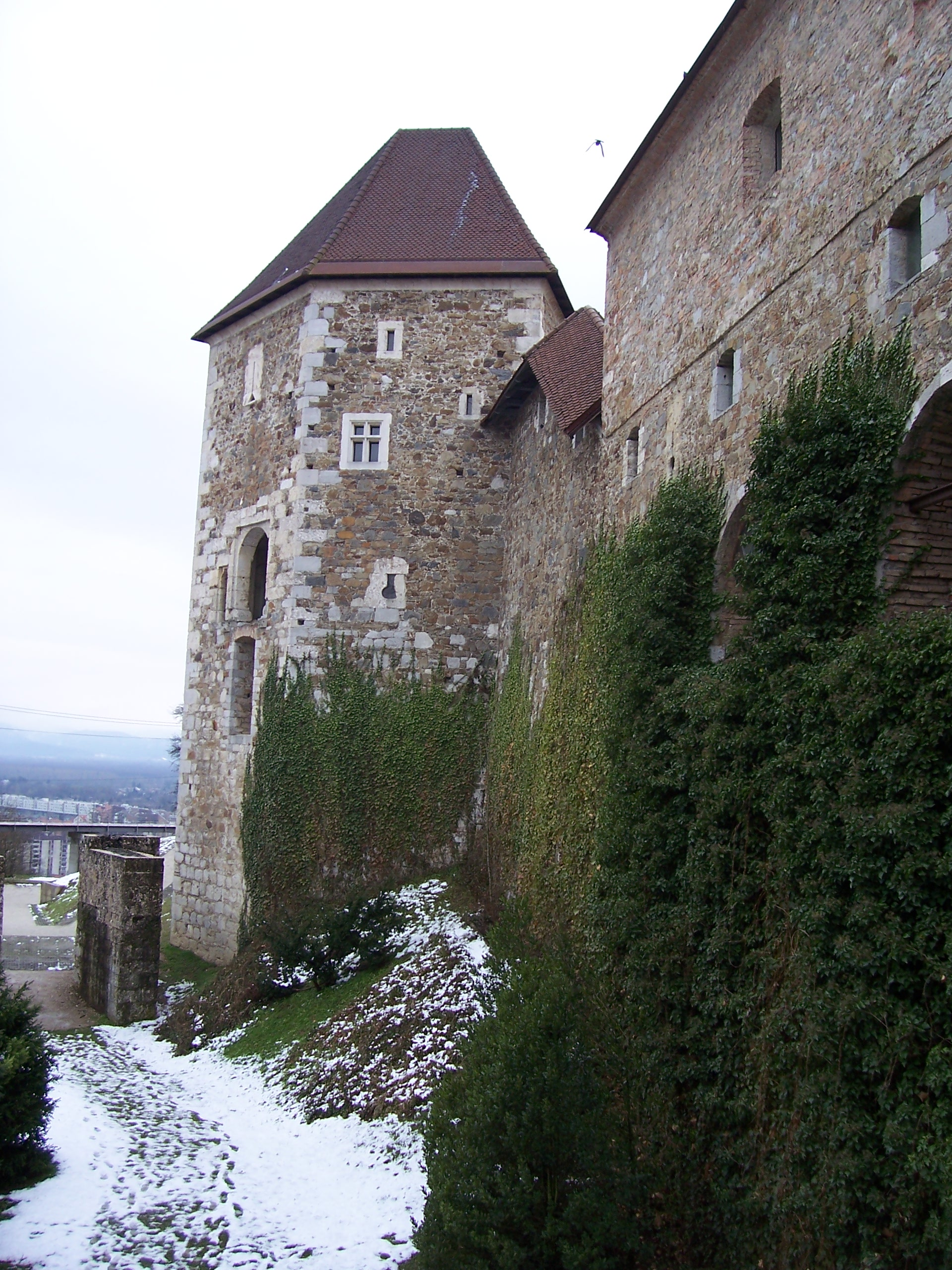
Fachada del Castillo de Liubliana.

En el año 1335 el castillo pasó a ser propiedad heredada por los Habsburgo, así como el centro de la Provincia de Carniola. El nuevo castillo circular, más grande que los anteriores, fue construido bajo las órdenes del duque de la provincia, Federico III de Habsburgo, más tarde coronado como Emperador del Sacro Imperio Romano. El castillo contaba con altas murallas y torres y además con dos puentes levadizos en la torre pentagonal que sirvió como entrada principal. La capilla gótica de San Jorge fue consagrada en 1489 y contaba con cuatro ventanas góticas y un balcón desde el que los nobles escuchaban misa. Más tarde el edificio fue restaurado en estilo barroco y en el año 1747 se pintaron en ella imágenes de los escudos de los gobernadores de la provincia. Junto a 60 escudos de gobernadores provinciales se pueden observar los escudos de Carniola, Istria, el condado esloveno en el techo y de cinco emperadores austriacos en el presbiterio. La capilla es uno de los raros ejemplos de espacios eclesiásticos pintado exclusivamente con las imágenes profanas.
Excepto las murallas, las torres y la capilla de San Jorge, el resto de las edificaciones principales del castillo actual fueron construidas o reconstruidas en los siglos XVI y XVII. Hasta el año 1814 en el castillo funcionaba un fuerte de armas y más tarde la prisión provincial.
En 1848 se construyó la torre panorámica en la cual residía un vigilante que, a cañonazos, advertía de los incendios y anunciaba las visitas y los eventos más importantes de la ciudad. Esta labor era antes realizada por los músicos de la ciudad en la Torre de los Músicos (Stolp piskačev), antecedente de la Torre panorámica. En el año 1905 el municipio compró el castillo con objeto de ser utilizado para fines culturales. Sin embargo, hasta el año 1964 vivían en el castillo habitantes que se habían quedado sin techo después del gran Terremoto de Liubliana del año 1895. Luego comenzó la renovación de los edificios del castillo que continúa hasta hoy en día.

## Actualidad

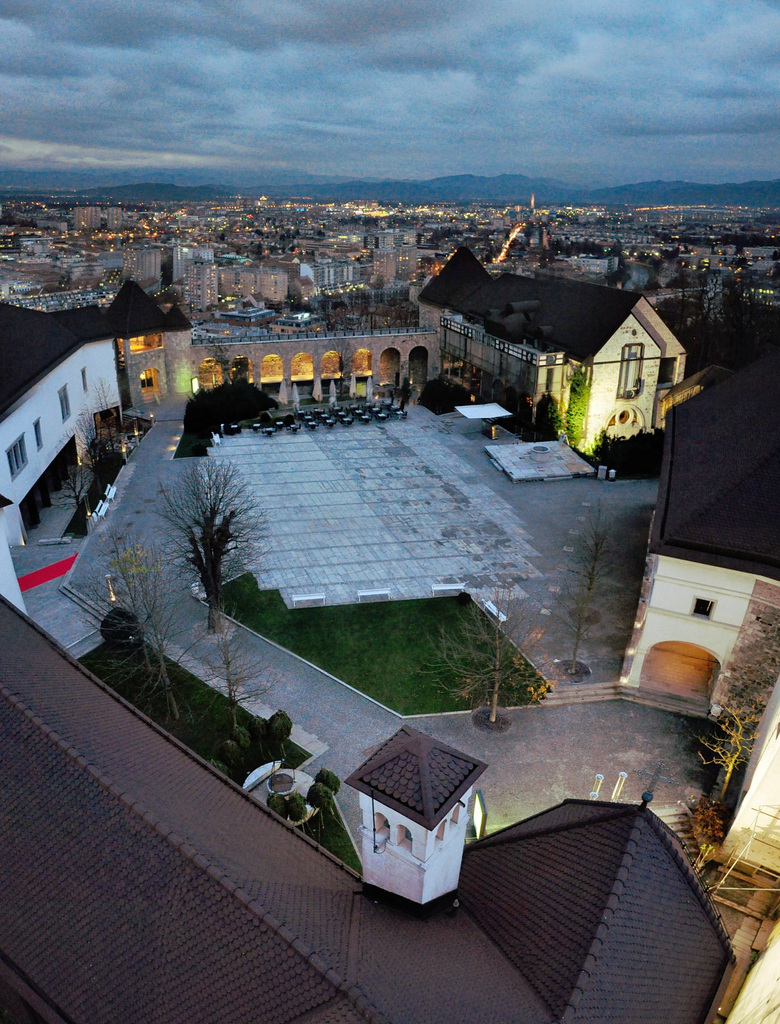
Castillo de Liubliana desde el aire.

Hoy en día el castillo consta de los siguientes edificios. A la derecha de la entrada está la Torre de los tiradores, en el pasado el almacén de pólvora, más adelante están el calabozo y la Torre de Erasmo, la antigua prisión para los nobles, ahora el centro de información. Al patio rodean la Sala de los estamentos y el Palacio, dos edificios con las salas destinadas a conciertos y recepciones de gala. A su lado se encuentran la Torre de Federico, Kazemate, la capilla de San Jorge y la torre panorámica en la cual se halla el Museo virtual. En el antiguo almacén de pólvora abrieron en 2010 la exposición permanente La historia eslovena. A su lado se ubican la Sala de Hribar, que en el pasado se utilizaba como el almacén de armas, y la Torre pentagonal. A la izquierda de la entrada se ubica el único edificio contemporáneo, construido en los años 80 del siglo pasado, en la cual hay dos salas de boda, cafetería y tienda de suvenires. Los visitantes del castillo pueden bajar a la galería S, varias salas y las cisternas que se encuentran bajo el patio.
Bajo el nivel del patio se ubica también la estación superior de funicular. El funicular fue construido en 2006, pero la idea sobre la conexión entre la ciudad y el castillo se remonta a finales de siglo, cuando Ivan Hribar fue alcalde de Liubliana. El funicular sube a la colina a lo largo de la muralla que conectaba la ciudad medieval con el castillo. La longitud de las vías entre la estación inferior en Krekov trg y la estación superior en el Castillo de Liubliana es 117,69 metros. La diferencia de la altura es de 69,70 metros. La capacidad del funicular es 500 personas por hora en una dirección.
Al castillo se puede acceder por carretera, por varios senderos a través del bosque que lo rodea, o en el funicular.
El castillo es un atractivo lugar turístico y escenario de un gran número de eventos culturales, bodas, conciertos, funciones de teatro, exposiciones, congresos y recepciones protocolarias.
Entrada al complejo del castillo
La entrada actual al castillo la representa un puente, construido en el siglo XVII, cuando fue en esta parte perforada la pared del castillo. Se menciona como entrada principal del castillo desde el año 1815. El puente de madera original existió hasta comienzos del siglo XIX, cuando fue rellenado el foso de defensa. Durante la posterior remodelación y redescubrimiento del foso transversal en la parte lateral del castillo, le fue devuelta su apariencia medieval de antaño con la construcción del actual puente, que conecta la arboleda del castillo con la edificación misma. La actual forma de la entrada nació sobre la base de la idea del arquitecto Boris Kobe. En el lado derecho de la curvada entrada al patio del castillo se encuentra una escultura del legendario dragón (símbolo de Liubliana), originaria de la ciudad de Kropa. La misma fue esculpida por Jože Bertoncelj (1901-1976). Una placa recordatoria rememora los crudos tiempos de guerra y los nombres de los caídos en el castillo de Liubliana.
La Torre de los tiradores
Las bases datan del siglo XV; la torre menor fue construida en el siglo XVI, luego su altura fue elevada. En el pasado cumplía la función de almacén de pólvora y desde la parte exterior es posible ver claramente las aberturas desde donde se disparaba. Desde la torre corría una pared protectora hasta la Torre Padav (actual Šance) y de allí hasta la puerta Pisana vrata (puerta colorida)- en la actual calle Gornji trg. Entre los años 1946-1953 la torre fue remodelada bajo la dirección de Boris Kobe. En la planta baja había una cervecería, en el piso superior una cafetería. Kobe se dedicó especialmente a la decoración de los interiores. Junto con el pintor Marij Pregelj  (1913-1967) sentaron las bases para las imágenes sgraffito. Los artistas creaban las imágenes de forma conjunta, por lo que es difícil hacer una diferenciación entre los dos autores. Algunas imágenes, lamentablemente no todas, cuentan con una inicial K o P. Las imágenes corren en una cinta ancha en torno a la torre circular, con interrupciones en las aberturas (ventanas, puertas). Las imágenes están enmarcadas y conforman una historia con episodios continuados. Debajo de las diferentes imágenes se presentan textos. Los motivos de las imágenes están tomados de temas eslovenos populares: Rošlin y Verjanko (balada), Mlada Zora (balada), Lepa Vida (balada), Desetnica (balada), Povodni mož (mitología) y Zverina premagana (canción sobre animales).
Muralla de defensa/ Terraza panorámica
La muralla de defensa conecta la Torre de los tiradores con la Torre de Erasmo. La Terraza panorámica se levanta sobre la muralla medieval y sirvió como un punto de recreación estival, luego de que la torre de los tiradores fuera convertida en un restaurante.
La prisión y la parra del castillo
El espacio de la prisión del castillo se encuentra entre la muralla del castillo y la roca natural. A la prisión se accedía solo desde el nivel del patio, lo que significa que los prisioneros eran bajados a la fosa mediante una soga o una cadena. En un espacio reducido los prisioneros con los tobillos encadenados esperaban a que transcurriera la condena. Las fuentes indican que en este espacio se encerraba a soldados turcos hechos prisiones, a protestantes y a campesinos sublevados. El espacio no tenía techo, sobre la cabeza de los prisioneros habría una reja. Se desconoce el número de personas encerradas al mismo tiempo. Lo que sí se sabe es que las condiciones de vida eran drásticas, ya que en este pequeño espacio se desenvolvían todas las necesidades básicas (alimentación y defecación). A través del techo descubierto entraban los rayos del sol y también la nieve en invierno. También una vid encontró su lugar en el castillo de Liubliana. La misma fue plantada el 30.9.1990 como símbolo de la amistad entre las ciudades de Liubliana y Maribor. Es sabido que la parra conservada en Lent es la vid cultivada más añosa del mundo, ya que se cuenta con más de cuatrocientos años. La variedad se denomina modra kavčina o žametna črnina. La asociación vitivinícola de Maribor posee un estricto reglamento sobre a quién se le obsequia un brote, corroborando previamente ante todo las características del suelo y del encargado. Al obsequiar un brote se entabla la amistad entre las ciudades y pueblos eslovenos, como así entre ciudades europeas, ya que la viña crece, entre otros, también en París (Musée du vin). En el castillo de Liubliana se encuentra también la bodega de San Urbano, realizándose cada año la poda de parra, la vendimia y la tradicional fiesta de San Martín.
La Torre de Erasmo
La torre, bautizada en recuerdo del caballero y bandido Erasmo Jamski de la familia Luegger, sirvió, según las suposiciones de los arqueólogos, como una prisión aristocrática. En las paredes es posible ver grabados con mensajes manuscritos y gráficos, entre los cuales se encuentra también el año 1442. Uno de entre los escudos la pertenecería a Erasmo Jamski. El noble Erasmo, señor rico y propietario de numerosos castillos, en una cena de gala, acuchilló a un comandante del ejército en un rapto de ira. Como probablemente ese no sería un incidente aislado, el entonces gobernador territorial, Krištof von Thein, decidió encerrarlo. Pasó un par de semanas en prisión junto a su hermano. La historia de vida de Erasmo no concluyó en la prisión en el castillo de Liubliana, ya que logró escapar. Nadie entendía cómo lo hizo, ya que el castillo estaba sólidamente protegido, el puente levadizo levantado de noche, de modo que escapar era prácticamente imposible. La hipótesis más factible es que el rico señor haya sobornado al guardia, quien le mostró una salida secreta. De esta manera Erasmo regresó a su castillo de Predjama.
Kazemate
El nombre (en alemán, Kasematten) es mencionado ya en los planos que datan de los años 1815 y 1816. La finalidad original (medieval) de ese espacio fue de protección frente a ataques con cañones. Este espacio sirvió hasta el siglo XV como extensión de la entrada principal junto al Torre de los Silbidos y un pasaje entre Bastilla hasta la Torre de Federick y al patio del castillo. En el siglo XIX este espacio fue nivelado y destinado como dormitorio de los condenados. Después de que se haya dejado de utilizar como prisión pasó a ser un simple almacén o depósito para leña. De entre todos los espacios del castillo es el que menos arreglos experimentó y gracias a su forma alargada y alta, daba la sensación de ser el salón de los caballeros; y justamente como tal lo denominaron erróneamente los habitantes del castillo. En las paredes se conservan fragmentos restaurados del texto introductorio en latín de la época renacentista temprana, como así en el cielorraso imágenes de escudo (un águila de dos cabezas y dos escudos).
La capilla de San Jorge
Sobre la base de un documento del año 1489 emitido por el emperador fue consagrada a San Jorge, San Pancracio y a la emperatriz Helena. La entrada original a la capilla se encontraba en la parte norte; a ella se llegaba a lo largo de trece escalones y está en uso hasta el día de hoy. Posteriormente se llegaba a la capilla original gótica tenía aberturas en el techo, contaba con cuatro ventanas góticas y un balcón desde el cual los nobles escuchaban la Santa Misa. Esta construcción fue restaurada en estilo barroco y en el año 1747 se plasmaron en ella imágenes de los escudos de los gobernadores. La función de los estos ingresa a la historia de modo paralelo a la formación de las naciones, a fines del siglo XIII.
'La Torre panorámica'
Después de la partida de los franceses fue derrumbada la Torre de los Silbidos (en realidad se derrumbó por sí sola) colocando, dos años después, en el lugar de la antigua torre de defensa, una torre de madera destinada a la emisión de señales en caso de incendio. La antigua torre de madera fue reemplazada durante los años 1845 y 1848 por una de albañilería. La torre incluía una vivienda para el vigilante de incendios que con cañonazos alertaba incendios en la ciudad. La actual torre panorámica fue elevada 1,20 m. en el año 1982. Hasta la cima conduce una escalera doble en forma de espiral, recordando la época en que era parte de una fortaleza en la que la logística exigía que los soldados no se cruzaran en las escaleras. Actualmente la torre es un atractivo punto panorámico para los visitantes locales y extranjeros. Con buen tiempo se divisan los Alpes Julianos y los de Kamnik-Savinja, como así la cadena Karavanke y las montañas cercanas. La torre está abierta todos los días del año.
Galería “S” y la pequeña cisterna
El alargado y rectangular espacio debajo del nivel del patio del castillo surgió a partir de la construcción de las áreas de servicio del castillo de Liubliana. En este espacio se representa de modo arqueológico el método de recolección de agua. La parte superior de la cisterna puede verse en el patio del castillo, en la parte de piedra está inscripto el año 1588. La tapa de la cisterna fue trasladada en el siglo XX del jardín de las monjas ursulinas de Liubliana. En el piso bajo el patio es posible ingresar al ambiente en el cual el agua (de lluvia o nieve) se filtraba a la así llamada fosa de filtración. En el centro de la fosa de filtración se encuentra el hoyo de recolección de 1m. de diámetro; allí era posible obtener agua potable también en épocas de sequía. Gotitas de agua-fuente de vida fueron plasmadas por la artista Tanja Pak.
'Sala de armas y la Sala de Hribar'
La Sala de armas (espacio en la planta baja) se encuentra entre la Torre pentagonal y el almacén de pólvora. Habría sido construida el año 1524 según los deseos del emperador Ferdinando. Servía también como establo, granero y vivienda de los soldados que se reunían en el castillo. La Sala de Hribar se encuentra en el primer piso y fue así denominado en honor al alcalde Ivan Hribar. En tiempos de su mandato la ciudad recibió numerosas novedades y adquisiciones: la canalización, la primera central hidroeléctrica, el primer transporte público a electricidad-el tranvía; el 16 de mayo de 1905 el ayuntamiento compró el castillo de Liubliana.
La Torre pentagonal
La torre sirvió en el siglo XV como la entrada principal al patio del castillo. Los habitantes antes del mismo estaban conectados con el mundo exterior por medio de dos puentes levadizos que atravesaban el foso de defensa. En el parte exterior se levantaba una colina, Lipnik, hecha artificialmente tan alta como las aberturas superiores. Pueden observarse también diferentes aberturas para el disparo de armas, ya que la fortaleza estaba adaptada a las armas más modernas. En el piso superior se encontraba la vivienda del encargado del edificio. La actualmente renovada torre no posee techo y está destinada a exposiciones, conciertos menores y obras de teatro. Frente a la entrada a la torre hay en el suelo una silueta de otra cisterna. La misma servía de cisterna o una salida secreta del castillo.
'La Sala de piedra'
Actualmente es un espacio a la gastronomía, habiendo recibido su nombre de las imponentes rocas en el centro de la habitación, las cuales representan la estructura geológica de la colina del castillo. El ingreso a la sala se encuentra debajo del puente del castillo o debajo de las escaleras en espiral dobles del local gastronómico. Tal como lo confirman los hallazgos arqueológicos, en esta parte del castillo de Liubliana, entre la Torre de los tiradores y la Torre pentagonal, se levantaba la antigua sala recién en los siglos XVI y XVII. Los planos de comienzos del siglo XIX describen este espacio como un almacén de leña para guardias y administradores de las prisiones. Esta área fue renovada a comienzos de los noventa y es, al mismo tiempo, la primera gran operación de renovación del castillo de Liubliana.
El patio del Castillo 
En el abrazo de la muralla y las torres, el espacio del patio interno del castillo es ideal para diversos eventos. La historia confirma que era utilizando para la reunión del ejército de la nobleza, ya que en la ciudad no había lugar suficiente. En tiempos en que aquí se encontraba la prisión provincial (1813-1945) el patio era utilizando como un espacio de paseo, los prisioneros a la sombra de los castaños realizaban sus tareas cotidianas. Las huellas de las últimas reformas juegan con las formas arquitectónicas góticas y barrocas de aquella época, insertando también elementos modernos. El actual patio es un punto de encuentro dinámico- punto a través del cual es posible arribar a todos los espacios internos del castillo.